# USS Monterey (CVL-26)
USS Monterey (CVL-26) byla lehká letadlová loď Námořnictva Spojených států, která působila ve službě v letech 1943–1956. Jednalo se o pátou jednotku třídy Independence.
Loď byla objednána jako lehký křižník třídy Cleveland USS Dayton (CL-78). Její stavba byla zahájena 29. prosince 1941 v loděnici New York Naval Shipyard v New Yorku, v březnu 1942 však došlo ke změně objednávky a z budoucího křižníku Dayton se stala letadlová loď CV-26, která byla o několik dní později pojmenována Monterey. K jejímu spuštění na vodu došlo 28. února 1943, do služby byla zařazena 17. června 1943 a v červenci toho roku byla překlasifikována na lehkou letadlovou loď CVL-26. V letech 1944 a 1945 se zúčastnila operací druhé světové války v Tichém oceánu, včetně bitvy ve Filipínském moři. Krátce po skončení války byla 11. února 1947 vyřazena a odstavena do rezerv. Vzhledem k vypuknutí korejské války se do služby vrátila 15. září 1950 a následně byla využita jako cvičné plavidlo. Definitivně vyřazena byla 16. ledna 1956, zůstala odstavená v rezervách, kde byla roku 1959 překlasifikována na pomocný letadlový transport AVT-2. Z rejstříku námořních plavidel byla vyškrtnuta v roce 1970 a o rok později byla odprodána do šrotu.